# Гулынки (Московская область)
Гулы́нки — деревня в муниципальном округе Егорьевск Московской области России.

## География
Деревня Гулынки расположена в юго-западной части муниципального округа Егорьевск, примерно в 21 километре к юго-востоку от города Егорьевск. По восточной окраине деревни протекает река Гвоздянка. Высота над уровнем моря 120 метров.

## Название
В письменных источниках деревня упоминается как Негодяевская (1577 год), Негодяевская, Гулынки тож (конец XVII — начало XVIII), Гулынки (1770 год).
Название Негодяевская связано с некалендарным личным именем Негодяй. Происхождение топонима Гулынки не установлено.

## История
До отмены крепостного права в России деревня принадлежала помещице Надежде Григорьевне де-Бриньи. После 1861 года деревня вошла в состав Раменской волости Егорьевского уезда. Приход находился в селе Раменки.
В 1926 году деревня входила в Мелентьевский сельсовет Раменской волости Егорьевского уезда.
До 1994 года Мелентеево входило в состав Раменского сельсовета Егорьевского района, а в 1994—2006 годы — Раменского сельского округа.
До 2015 года входила в состав сельского поселения Раменское.
В 2015 году вошла в состав городского округа Егорьевск, образованного в том же году путем упразднения Егорьевского района и объединения всех его поселений в единый городской округ.

## Демография
В 1885 году в деревне проживало 278 человек, в 1905 году — 283 человека (141 мужчина, 142 женщины), в 1926 году — 239 человек (98 мужчин, 141 женщина). По переписи 2002 года — 16 человек (7 мужчин, 9 женщин). Население — 23 человек (2010).
| 1859 | 1868 | 1885 | 1905 | 1926 | 2002 | 2006 |
| ---- | ---- | ---- | ---- | ---- | ---- | ---- |
| 189  | ↗229 | ↗278 | ↗283 | ↘239 | ↘16  | ↘10  |
| 2010 |      |      |      |      |      |      |
| ↗23  |      |      |      |      |      |      |